# Take It Easy (spel)
Take It Easy is een bordspel uitgegeven door FX of Ravensburger.
Het spel is te spelen door 1 tot en met 8 spelers vanaf 10 jaar. Spelduur is ongeveer 10 minuten per ronde. Het spel is ontworpen door Peter Burley.

## Het spel

### Voorbereiding
Elke speler neemt een speelbordje en 27 kaartjes van een kleur. Eén speler legt zijn kaartjes door elkaar, met de cijfers (en gekleurde lijnen) naar onderen. De andere spelers rangschikken hun kaartjes naast hun speelbord, zodat ze snel elk kaartje kunnen vinden.

### Doel van het spel
Het doel van het spel is zo veel mogelijk rijen van hetzelfde getal (en kleur) te krijgen in de drie verschillende richtingen:
- Verticaal (rijen van 9, 5 en 1)
- Diagonaal (rijen van 8, 4 en 3)
- Andere diagonaal (rijen van 7, 6 en 2)

en op deze manier zo veel mogelijk punten te halen.

### Hoe te spelen?
De speler die zijn kaartjes omgekeerd op de tafel heeft liggen, trekt hieruit een willekeurig kaartje. Hij leest dit voor beginnende van links naar rechts. De andere spelers zoeken datzelfde kaartje. Elke speler kiest nu waar hij zijn kaartje wil leggen. De kaartjes mogen niet gedraaid worden. Een eenmaal gelegd kaartje blijft de rest van het spel liggen. Wanneer iedereen zijn kaartje heeft gelegd moet de eerste speler opnieuw een kaartje trekken. Dit gaat door totdat het bordje vol ligt.

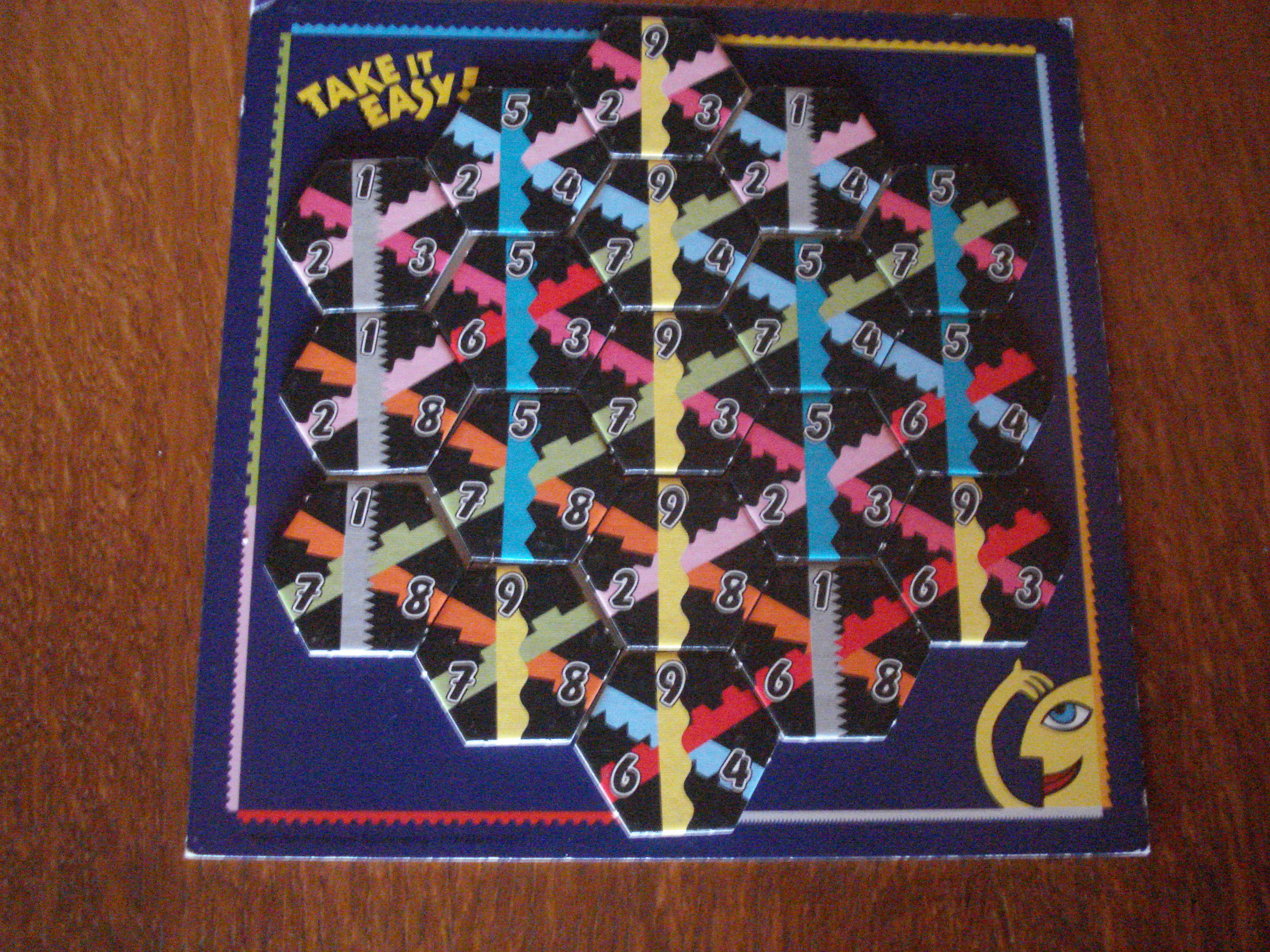
Deze speler behaalde volgende punten:
9 x 5 = 45
8 x 4 = 32
7 x 5 = 35
6 x 3 = 18
5 x 0 = 0
4 x 4 = 16
3 x 5 = 15
2 x 3 = 6
1 x 3 = 3
Totaal: 45 + 32 + 35 + 18 + 0 + 16 + 15 + 6 + 3 = 170

### Puntentelling
Een rij is vol als alle blokjes in die rij hetzelfde nummer hebben. Voorbeeld: een rij van 5 kaartjes die elk het cijfer 9 hebben, levert 45 punten. Ten slotte tel je alle volle rijen op. Wie de meeste punten heeft gehaald, is de winnaar. De maximumscore is 307; deze is te behalen op 16 verschillende manieren.